# Reinhild Kreis
Reinhild Kreis (* 1978 in Fulda) ist eine deutsche Historikerin mit Forschungsschwerpunkten auf Konsum-, Protest- und Emotionsgeschichte, internationalen und transatlantischen Beziehungen. Sie forscht und lehrt als Professorin am Lehrstuhl für Geschichte der Gegenwart an der Universität Siegen.

## Leben
Nach dem Abitur 1997 und einem freiwilligen sozialen Jahr in München studierte Kreis von 1998 bis 2004 Geschichte an der Ludwig-Maximilians-Universität München (LMU) und an der National University College of Ireland in Galway. Ihrem Masterabschluss in Neuerer und Neueste Geschichte im Jahr 2004 schloss sich ein Promotionsstudium und eine Tätigkeit als Wissenschaftliche Mitarbeiterin an der LMU an. Dort wurde sie 2009 mit einer Studie über Deutsch-Amerikanische Institute und Amerikahäuser als Faktor der transatlantischen Beziehungen nach dem Zweiten Weltkrieg promoviert. Die Arbeit mündete in einer Veröffentlichung 2012, welche Wilfried Mausbach in einer Rezension als „Meilenstein zum Verständnis auswärtiger Kulturpolitik“ bezeichnete. Sie wurde mit dem ifa-Forschungspreis Auswärtige Kulturpolitik und mit dem Edmund Spevack Award for Transatlantic Studies ausgezeichnet.
Von 2009 bis 2014 war Reinhild Kreis wissenschaftliche Mitarbeiterin am Lehrstuhl für Geschichte des europäisch-transatlantischen Kulturraums an der Universität Augsburg, unterbrochen von einem zehnmonatigen Fellowship in Konsumgeschichte an der Deutschen Historischen Institut Washington. Neben ihrer folgenden Anstellung als Akademische Rätin auf Zeit an der Universität Mannheim war sie 2015/2016 als Lise-Meitner-Fellow an der Universität Wien. Mit ihrer Habilitation an der Universität Mannheim erhielt sie 2018 die Lehrerlaubnis für Neuere und Neueste Geschichte. In ihr erforschte sie Werte, Ordnungsvorstellungen und Praktiken des „Selbermachens im Konsumzeitalter“ von den 1880er zu den 1980er Jahren.
Von Oktober 2019 an vertrat sie für ein Jahr als Professorin den Lehrstuhl für Sozial- und Wirtschaftsgeschichte an der Universität Duisburg-Essen, seit März 2021 ist sie Inhaberin der Professur für Geschichte der Gegenwart an der Universität Siegen.

## Publikationen (Auswahl)
- Orte für Amerika. Deutsch-amerikanische Institute und Amerikahäuser in der Bundesrepublik seit den 1960er Jahren. (Dissertation 2009). Franz Steiner Verlag, Stuttgart 2012, ISBN 978-3-515-10048-9.
- Bündnis ohne Nachwuchs? Die »Nachfolgegeneration« und die deutsch-amerikanischen Beziehungen in den 1980er Jahren. In: Archiv für Sozialgeschichte. Band 52, 2012, S. 607–631 (Digitalisat via library.fes.de).
- mit Martin Klimke und Christian Ostermann (Hrsg.): Trust, but Verify. The Politics of Uncertainty and the Transformation of the Cold War Order. Stanford University Press, Stanford 2016, ISBN 978-0-8047-9809-9.
- Diplomatie mit Gefühl. Vertrauen, Misstrauen und die Außenpolitik der Bundesrepublik Deutschland (= Zeitgeschichte im Gespräch. Nr. 21). Oldenbourg Verlag, München 2015, ISBN 978-3-486-77844-1.
- Heimwerken als Protest. Instandbesetzer und Wohnungsbaupolitik in West-Berlin während der 1980er-Jahre. In: Zeithistorische Forschungen/Studies in Contemporary History. Band 14, 2017, doi:10.14765/zzf.dok.4.761 (Online-Ausgabe via zeithistorische-forschungen.de).
- Selbermachen im Konsumzeitalter. Werte, Ordnungsvorstellungen und Praktiken von den 1880er zu den 1980er Jahren. (Habilitationsschrift). 2018.
- mit Josef Ehmer (Hrsg.): arbeit/freizeit (= Themenheft Werkstatt Geschichte. Nr. 79). 2019.
- Selbermachen. Eine andere Geschichte des Konsumzeitalters. Campus Verlag, Frankfurt a. M. 2020, ISBN 978-3-593-51199-3.